# Chemikal Underground
Chemikal Underground è una etichetta musicale indipendente fondata nel 1994 a Glasgow, dalla band scozzese The Delgados. Fu creata, inizialmente per dare alle stampe il primo singolo dei Delgados, "Monica Webster / Brand New Car", che attirò l'attenzione del veterano DJ della BBC John Peel, ma continuò la propria attività diventando una grossa risorsa per le band scozzesi degli anni 90.
La seconda pubblicazione, The Secret Vampire Soundtrack EP dei Bis, fu di successo portando la band a suonare a Top of the Pops e permise alla casa discografica di espandersi. Il successo continuò con l'album di debutto dei Mogwai e quello degli Arab Strap.
Altre band nel loro roster sono i Magoo, gli Aereogramme, i Cha Cha Cohen, i Sluts of Trust, Suckle, the Radar Brothers e i lavori da solista di Malcolm Middleton, membro degli Arab Strap. Nel 2000 lanciarono il progetto Fukd ID, stampando edizioni limitate (1000 CD e dischi da 12"), di singoli di band anche non facenti parte del loro roster, come gli Interpol nel Fukd ID #3.

## Artisti
- Adrian Crowley
- Aereogramme
- Aidan Moffat
- Aloha Hawaii
- Angil & the Hidden Tracks
- Arab Strap
- Backwater
- Bis
- Cha Cha Cohen
- Conquering Animal Sound
- De Rosa
- The Delgados
- The Fruit Tree Foundation
- Holy Mountain
- Magoo
- Malcolm Middleton
- Mogwai
- Mother and the Addicts
- Mount Wilson Repeater
- The Phantom Band
- The Radar Brothers
- RM Hubbert
- Sister Vanilla
- Sluts of Trust
- Suckle
- The Unwinding Hours
- Yatsura
- Zoey Van Goey